# Буша
Буша́́ —  село в Україні, у Ямпільській міській громаді Могилів-Подільського району Вінницької області. Населення становить 800 осіб.
На території села розташовано історико-культурний заповідник «Буша», поблизу села знаходиться геологічна пам'ятка природи загальнодержавного значення «Гайдамацький Яр».

## Розташування
Село Буша розташоване на березі неглибокої бурхливої річки Бушанки за 20 кілометрів від Ямполя, на кордоні з Молдовою. Усього 3 години від Вінниці автомобілем — і немовби сотні років від гамірних, задимлених міських вулиць. Кожен пагорб, кожен клаптик цієї древньої землі дихає історією.

Писав свого часу знаний місцевий краєзнавець Сергій Іванович Кокряцький. 
|  | Безумовно, немає на Поділлі іншої визначнішої пам'ятки, де найбільш яскраво і трагічно відобразилася б уся історія українського народу, ніж Буша на Ямпільщині. Тут, над берегами невеличкої та стрімкої допливи Дністра Мурафи, прихована історія з найдавніших часів. |

## Історія
Буша лежала на торговому шляху з Ясс до Києва, пізніше неподалік Кучманського шляху.
Імовірно, люди на цій землі з'явилися ще 15-40 тисяч років тому, у період пізнього палеоліту, про що свідчать знайдені тут залишки поселень мисливців на мамонтів. Тут же виявлено знаряддя скіфської і трипільської культур, бронзового і залізного періодів, кераміка чорноліської та черняхівської культур. Дикі, необжиті землі від Дону до Дунаю тисячоліттями були ареною битв і шляхом великого переселення народів. На початку нової ери тут було поселення Антаварія (Антополь, Пронськ), а у середньовіччі — місто Краснопіль; у XII-XIII століттях Буша входила до складу Галицько-Волинського князівства, потім — Великого князівства Литовського, з 1569 р. — Речі Посполитої. Коли у 1648 році Богдан Хмельницький звільнив Поділля від польсько-шляхетської влади, Буша увійшла до складу козацького Брацлавського полку і стала однією з його ключових прикордонних фортець.

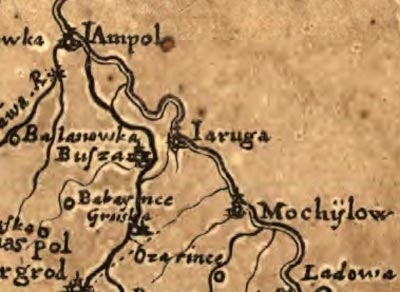
Буша на мапі Боплана, 1648 р.

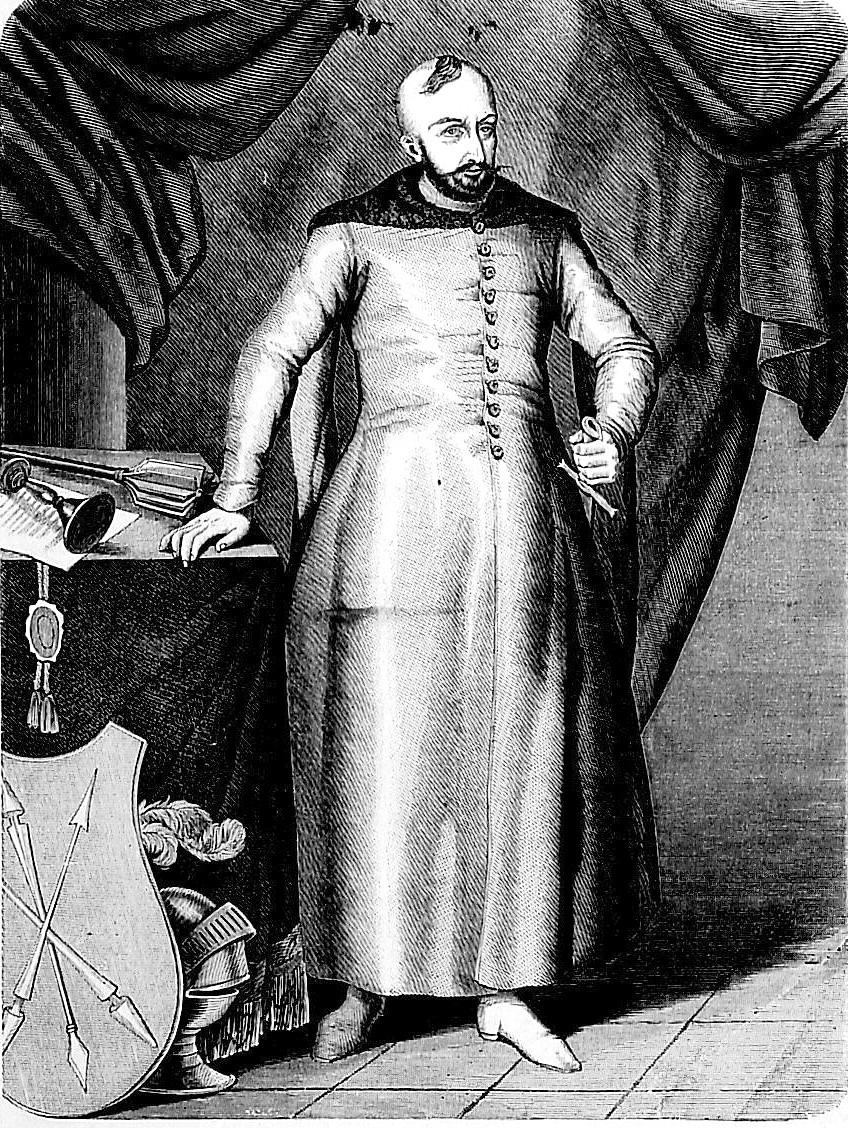
Томаш Замойський

Буша виникла на місці селища Кузьминці, належала Бушинським.

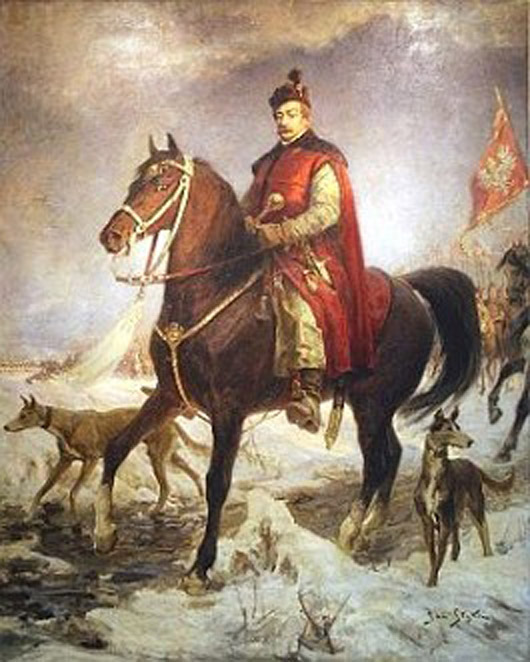
Ян Замойський

У 2-й половині XVI ст. землями, на яких стоїть містечко Буша, володів коронний канцлер і великий гетьман коронний Ян Замойський (1541—1605), а пізніше — його син Томаш (1594—1638).
1589 Ян Замойський купив в Бушинського та його сестри Байбузини Бушу за 800 кіп грошів литовських.
У 1613 Бушу перезвали на Здислав. Належала Буша тоді Матвію Яблоновському.
З 1629 Буша належала Томашу Замойському. Мала 360 осель і статус міста. Місто знаходилося на горі і замок в частині яка називалася Пригородок. В місті було на той час 7 церков. На 1629 рік у містечку мешкало понад 12 тисяч осіб, це було досить велике місто Брацлавського Подністров'я.
За часів Яна Замойського у Буші, посередині мису, утвореного річками Мурафа і Буша, почалося будівництво замку. Від поверхні річки Мурафи він здіймався на висоту до 30 метрів. Інженер Гійом де Боплан стверджував, що бушанський замок мав 6 веж, кожна з яких мала свій пороховий льох. З'єднувались башти між собою підземними переходами. Замкова брама знаходилась у північній стіні, неподалік від двох спостережних башт (одна з них збереглась дотепер). Мури і башти замку відповідали всім вимогам військової техніки і були добре придатні для ведення вогнепального бою. Не випадково польські офіцери порівнювали бушанські укріплення з фортифікаціями Кам'янця.

### Бушанський мирний договір
У 1617 році неподалік від Буші, під Яругою, відбулось зіткнення коронної армії гетьмана Станіслава Жолкевського (1547—1620) і татарських військ Іскандера-паші. Бойові дії завершились тим, що Жолкевський підписав у Буші мирний договір з турками, завдяки якому вдалося на кілька років відсунути вибух широкомасштабної польсько-турецької війни (хоча заради цього полякам, за умовами договору, довелося знищити деякі фортеці, наприклад, Бершадь).Станіслав Жолкевський від імені Польщі відрікся від прав на Молдавію і Валахію на користь Туреччини і погодився на знищення оборонних замків в Рашкові та Бершаді, а також віддав османам Хотин. Проти вчинку Жолкевського виступила подільська шляхта.
Вдруге і востаннє Станіслав Жолкевський відвідав Бушу в 1620 році, йдучи в похід до Цецори, який став для нього фатальним.

### Облога Буші

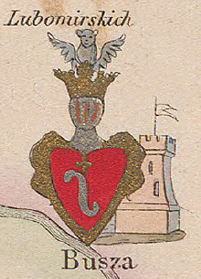
Буша на мапі Зигмунда Герстмана

Після початку Хмельниччини (1648) поляки залишили Бушу, і вона стала прикордонним містом Брацлавського полку. Тут постійно відбувалися сутички між поляками та козаками. У березні 1654 року під стінами Буші був розбитий 3000-ий польський загін. Найтрагічніші події відбулись у Бушанському замку через півроку.
18-20 листопада 1654 року, коли під Бушу підійшли війська Станіслава «Ревери» Потоцького і Стефана Чарнецького і взяли замок в облогу. Коронним жовнірам вдалося винищити більшу частину нечисельної козацької залоги, але коли замок майже перейшов у їхні руки, вдова вбитого козацького сотника Завісного Олена підпалила пороховий погріб, висадивши в повітря себе, залишки залоги й чимало атакуючих поляків.
|  | «…саме місто на той час мало дві частини - фортецю на високій скелі та оточене валом й стінами городище, яке звалося Пригородком. Була й третя частина, де жили ремісники, сім'ї козаків та • спиш. Ця частина тягнулася ярком аж до сусіднього села Яруги, що за три кілометри над Дністром. (…) Буша восени 1654 року нараховувала 16000 населення. (…) І тільки одних церков в Буші височило сім. Безумовно, то був значний оборонний центр усього Подністров'я. Саме тому поляки в першу чергу дивилися на Бушу. Дуже турбувала їх ця небезпечна фортеця…» |

Жінка Зависного, коли її чоловіка вбили, завела натовп ворогів у вежу і сіла на порохову діжку, висадивши себе в повітря разом з ними. Ці події мали місце ввечері. Місто горіло цілу ніч. У печері навпроти замку заховалося 70 захисників, їх криївку видали, Целяріус намагаючись їх звідти вигнати, перегородив струмок і пустив воду в печеру, з людей ніхто не вийшов, всі там загинули.
Тоді місто було повністю спалене і загинуло 16000 населення. Ці події знайшли своє відображення у повісті українського письменника Михайла Старицького «Облога Буші».
В ці трагічні дні місто практично перестало існувати. Його відродження затягнулось на ціле століття, а Бушанський замок вже ніколи не відбудовувався. Агент французької розвідки Ульріх фон Вердум писав у 1671 році про замкову гору в Буші: «На цій маківці (…) стояло колись місто Буша. Руїни ще помітні, тому можна уявити, що місто було забудоване у вигляді довгого трикутника, дві сторони якого омивали ріки…..Після того через кілька років татари забрали в полон всіх мешканців і в наш час тут лише руїни міста, чотири хати, млин, та зруйнована церква…».
Дотепер у центрі теперішнього села Буша ще зберігаються рештки фортеці, погреби, підземні ходи.
1672 Буша належала Станіславу Конєцпольському.
1723 Буша переходить як посаг від Конєцпольського до Станіслава Любомирського.
1756 Казимир Качковський будує в Буші церкву Св. Михайла.
1775 Буша належала київському воєводі Станіславу Любомирському. Було тільки 100 осель.
1782 новий власник Каєтан Качковський отримав привілей на проведення в містечку ярмарків по понеділках після шести свят.
1832 Бушу купив Карл Ожеховський.
1858 — 894 мешканці. Буша належала також Ожеховським. На момент написання статті про Бушу в «Географічному словнику Королівства Польського» дідичем був Юліуш Ожеховський.
7 (20) листопада 1917 року, відповідно до Третього Універсалу Української Центральної Ради, увійшло до складу Української Народної Республіки.

### Незалежна Україна
12 червня 2020 року, відповідно до Розпорядження Кабінету Міністрів України № 707-р «Про визначення адміністративних центрів та затвердження територій територіальних громад Вінницької області», увійшло до складу Ямпільської міської громади.

19 липня 2020 року, в результаті адміністративно-територіальної реформи та ліквідації Ямпільського району, село увійшло до складу новоутвореного Могилів-Подільського району.

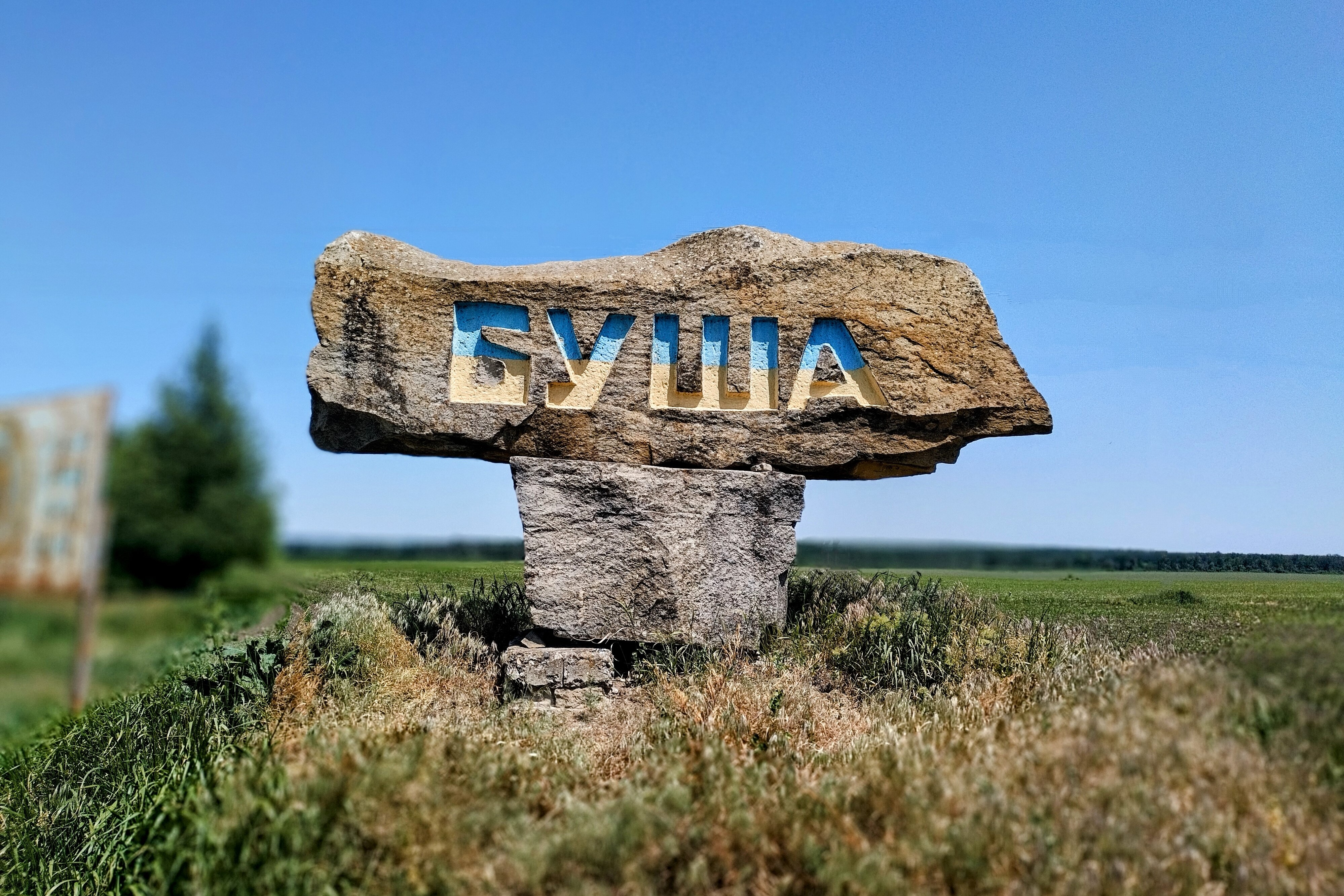
Стела при заїзді до села
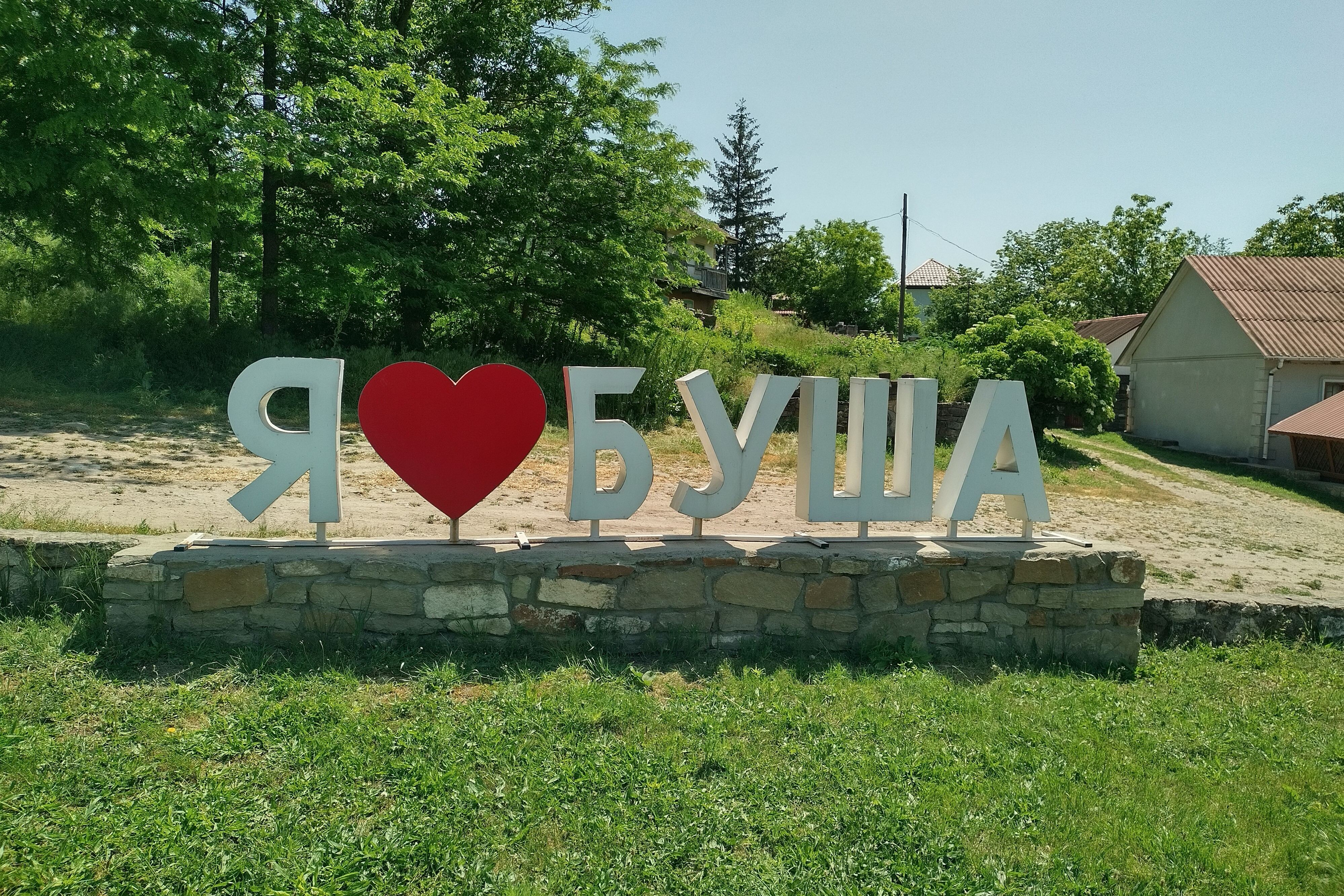
Арт-об'єкт

### Могили

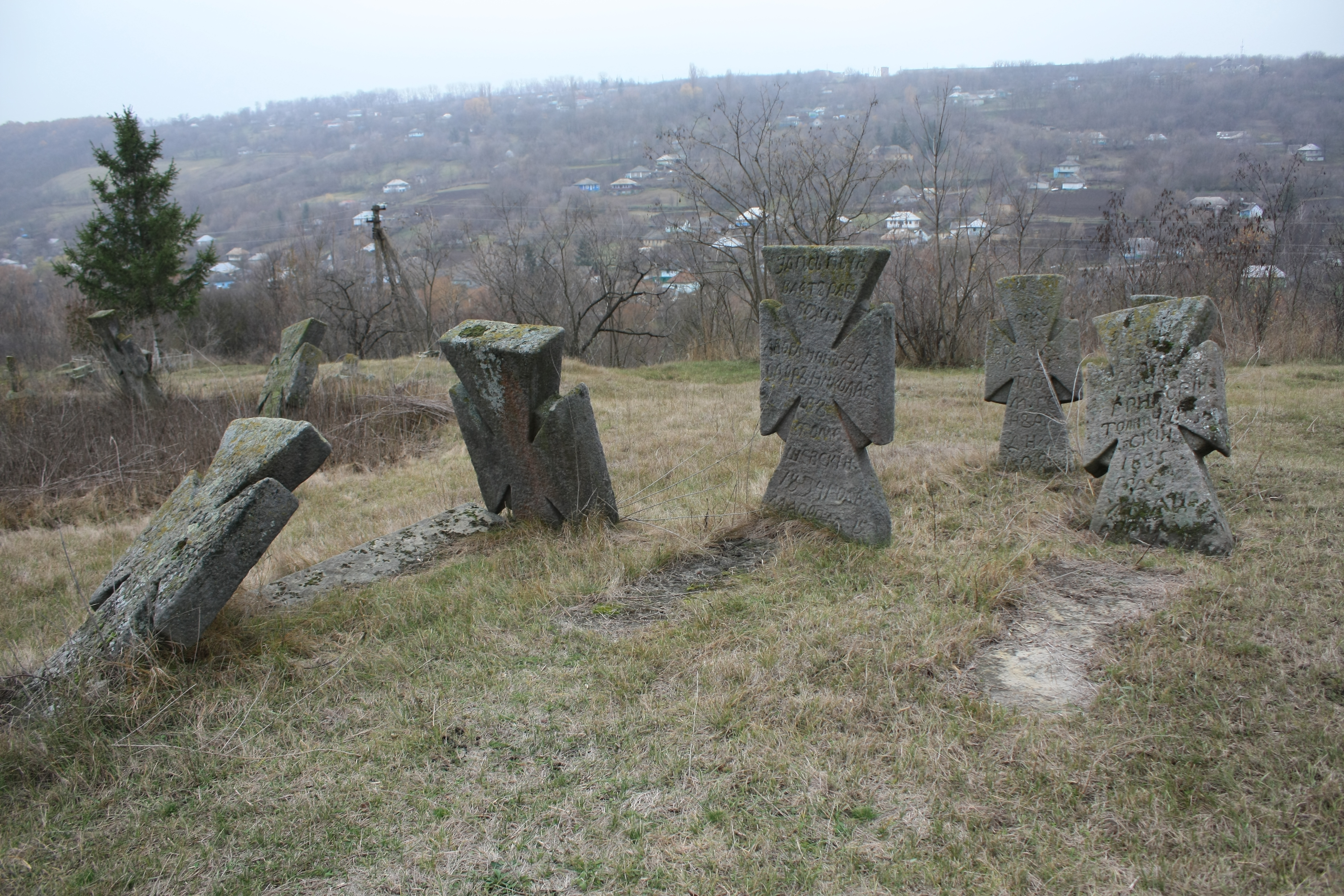
Козацькі могили

Ще одна визначна пам'ятка Буші — це козацький цвинтар. Пагорб неподалік від замчища усіяний сотнями могил XVIII—XIX століть. На багатьох хрестах викарбувані старовинними літерами дати поховання, імена та прізвища, на інших написи давно стерлися. Є тут латинські прямі хрести, є хрести «мальтійські», а деякі з них виглядають дуже незвично: високий рівнобедрений трикутник з круглим навершником — «головою» і поперечними раменами — «рукою». Зустрічаються також могили з круглими хрестами, вставленими в основу монумента.

## Населення
Згідно з переписом УРСР 1989 року чисельність наявного населення села становила 899 осіб, з яких 381 чоловік та 518 жінок.
За переписом населення України 2001 року в селі мешкало 846 осіб.

### Мова
Розподіл населення за рідною мовою за даними перепису 2001 року:
| Мова       | Відсоток |
| ---------- | -------- |
| українська | 99,88 %  |
| російська  | 0,12 %   |

## Сучасність

### Історико-культурний заповідник «Буша»

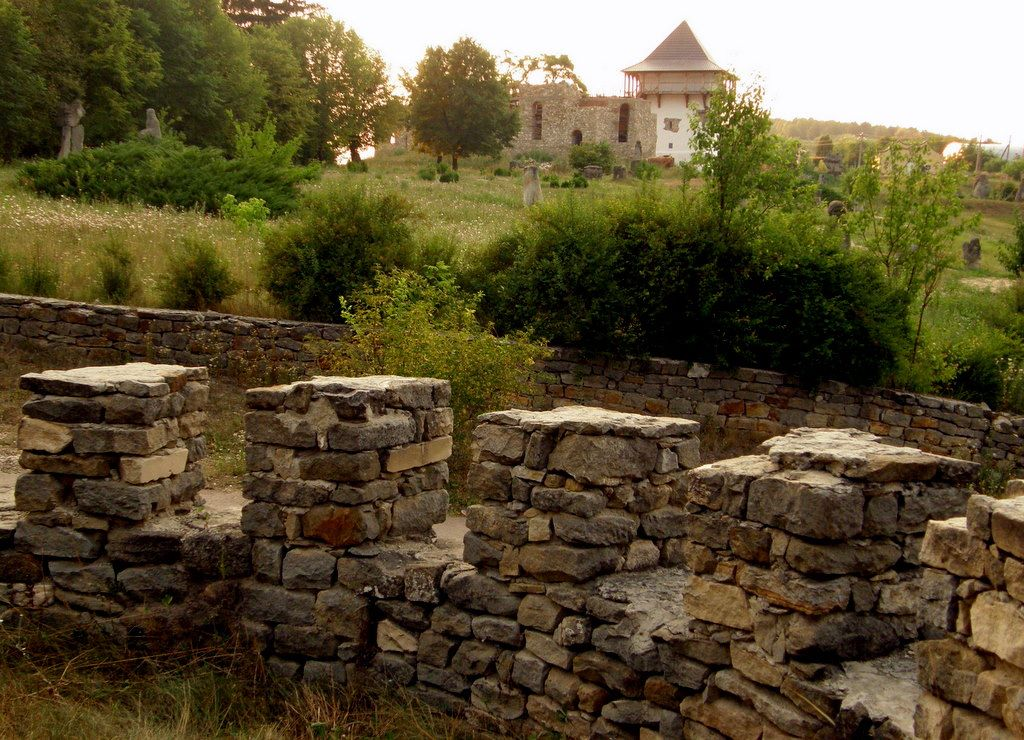
Буша (заповідник)

В селі розташований історико-культурний заповідник «Буша», що має статус державного.
- 4 пам'ятки археології від III тис. до н. е. до XII ст. н. е.,
- залишки фортеці та підземних ходів XVI—XVII ст.
- міська ратуша XVI ст. (розташована на території приватної садиби)
- дохристиянський та християнський скельний храм V—XVI ст. н. е. з унікальним художнім рельєфом
- цвинтар XVIII—XIX ст.

### Регіональний ландшафтний парк «Мурафа»

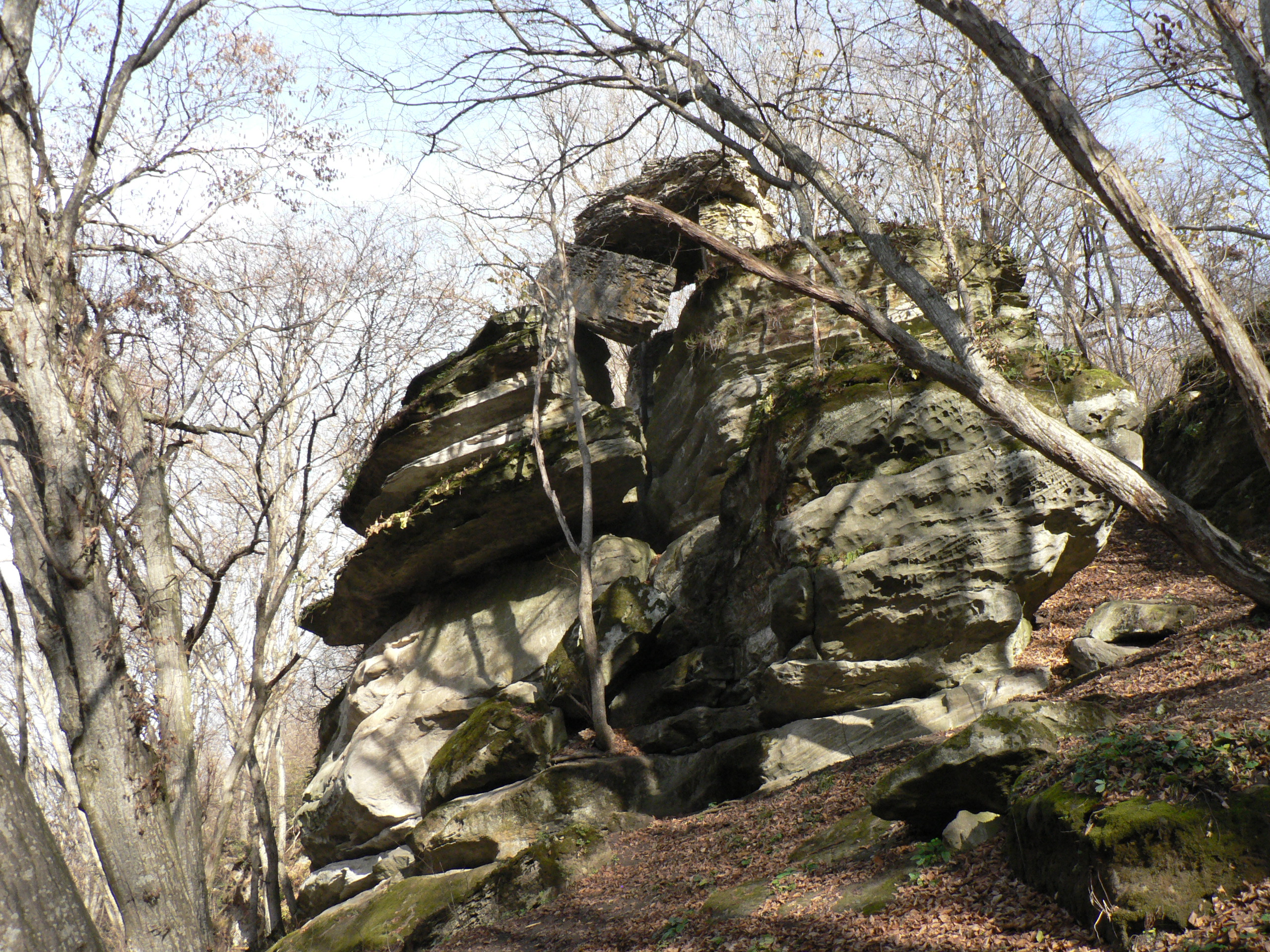
Гайдамацький яр

На північ від села розташований регіональний ландшафтний парк Мурафа, до складу якого входить геологічна пам'ятка природи загальнодержавного значення «Гайдамацький яр»

### Бушанське родовище
Джерела
- Спеціальний дозвіл на користування надрами – Родовище Бушанське // galcontract.org
- Спеціальний дозвіл на користування надрами – Родовище Бушанське // prozorro.sale
- Від тортів до вапняку: підприємиця з Києва планує створити кар'єр в районі заповідника // 24tv.ua
- Позначка: родовище Бушанське // nadra.info
- Чи буде повторна оборона Буші? // nadra.info / zaxid.net
- Держава через аукціон продала родовище у Буші на Вінниччині: місцеві жителі хочуть відміни продажу // Na Парижі
- В Буші на Вінниччині хочуть зробити кар’єр // Вінниця.інфо

## Буша в літературі
- Історична повість Михайла Старицького «Облога Буші»
- Драма Михайла Старицького «Оборона Буші».
- Оборона Буші згадується в історичному оповіданні Адріана Кащенка «Борці за правду».

Про мистецтво села створено документальний фільм.

## Відомі люди
- Вдовцов Михайло Леонтійович — український письменник, краєзнавець, природоохоронець.

## Галерея

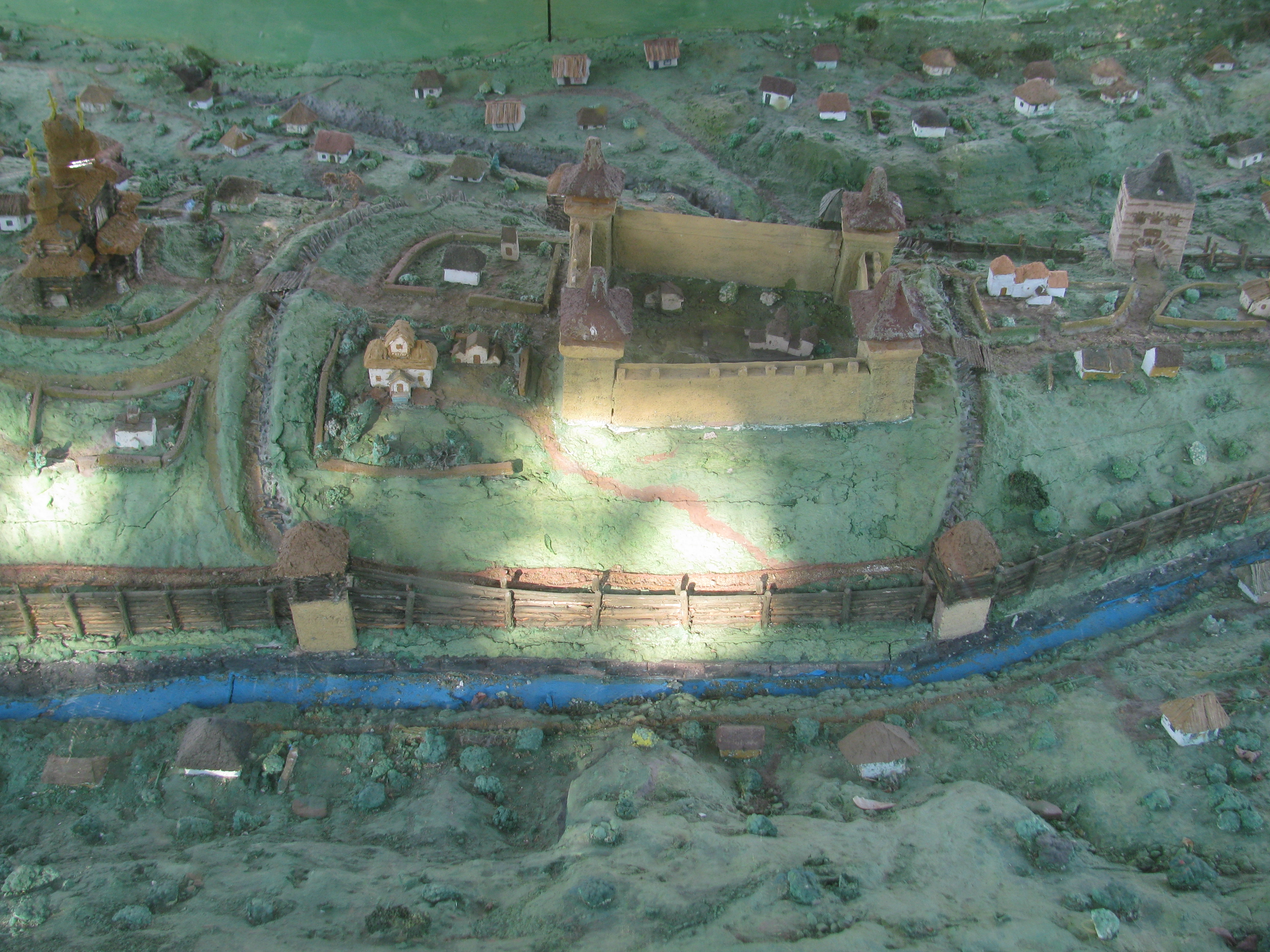
Реконструкція Бушанського замку
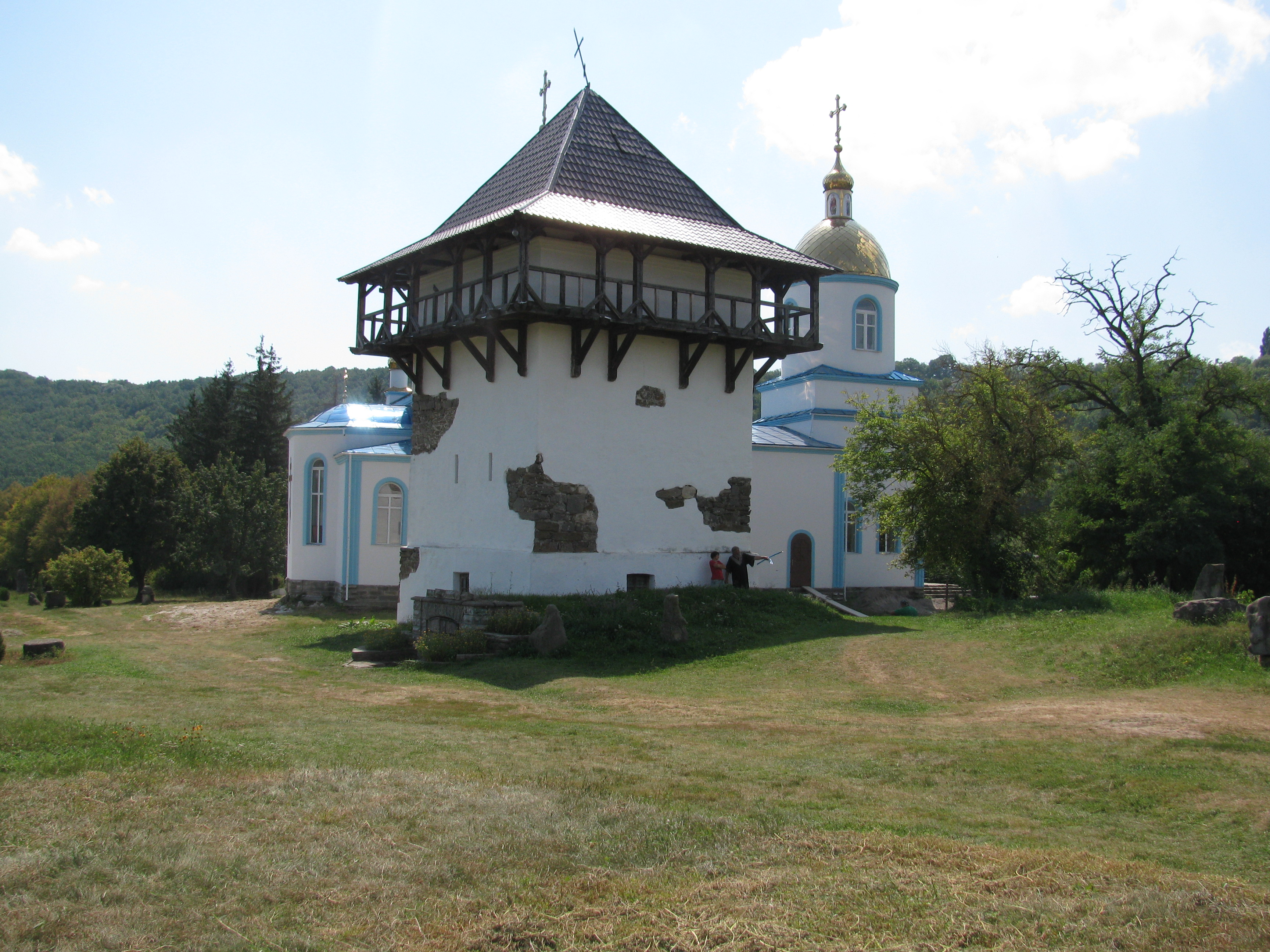
Реконструйована фортечна вежа
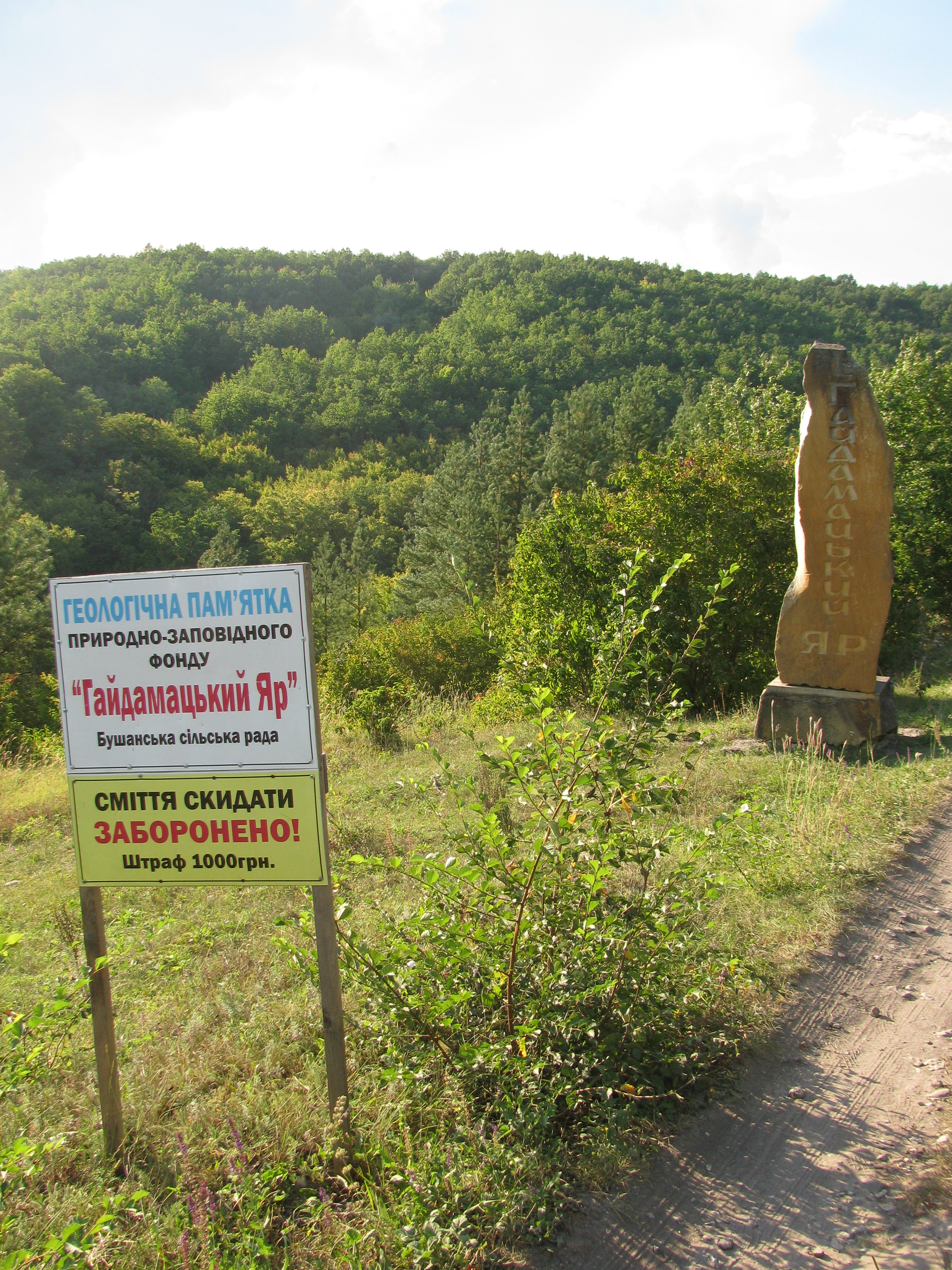
Гайдамацкий яр
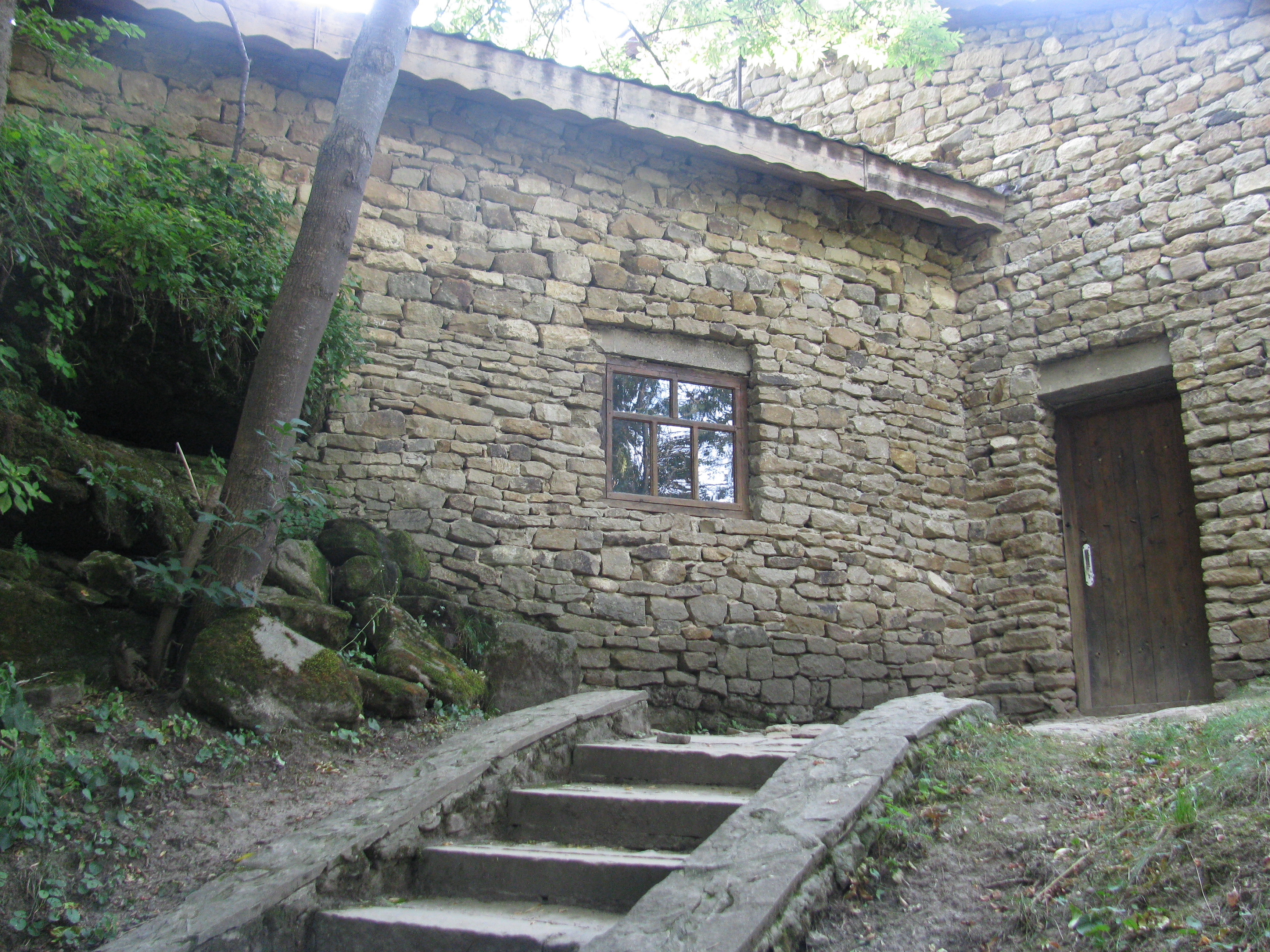
Скельний храм
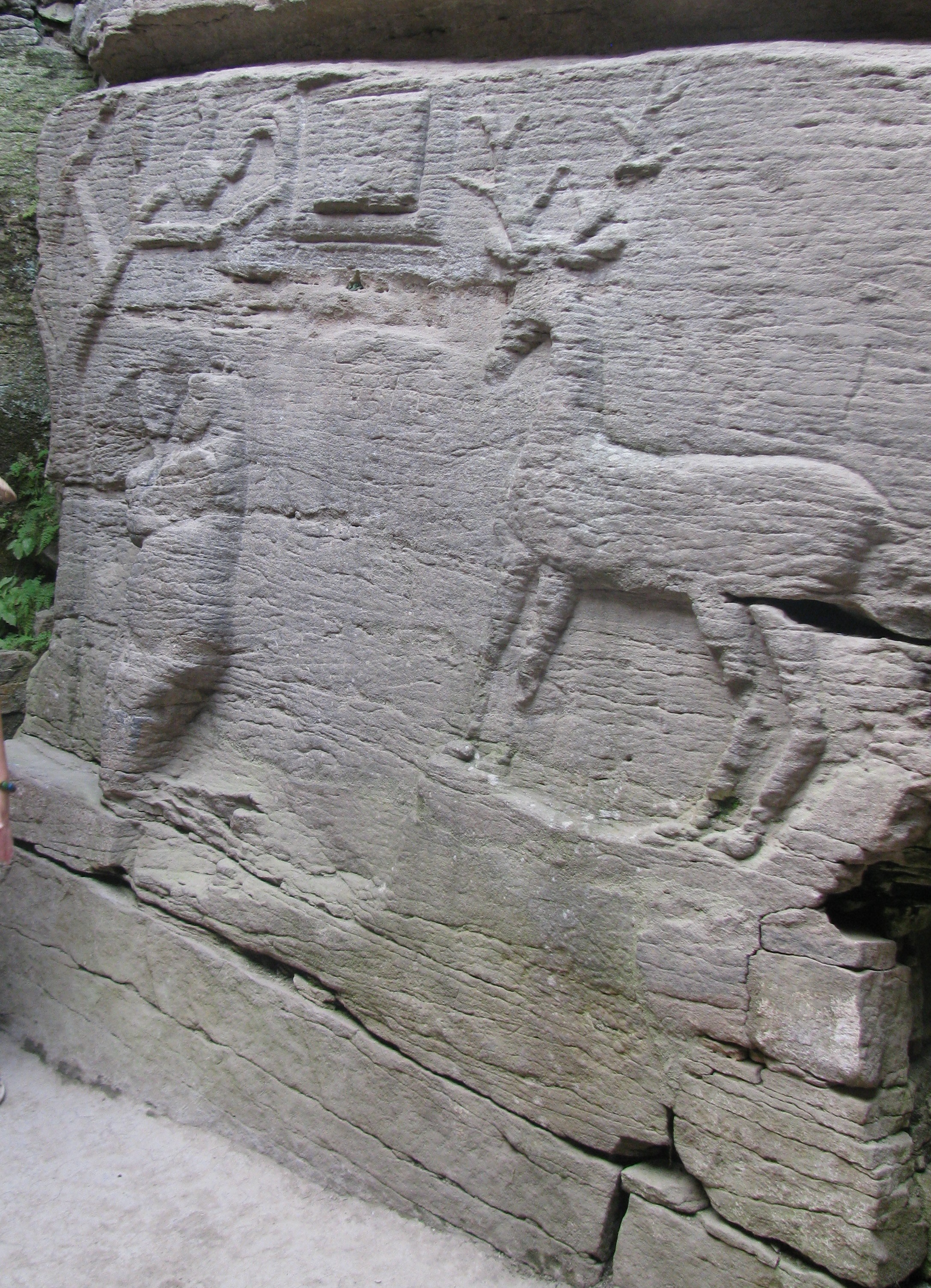
Плита-барельєф в скельному храмі
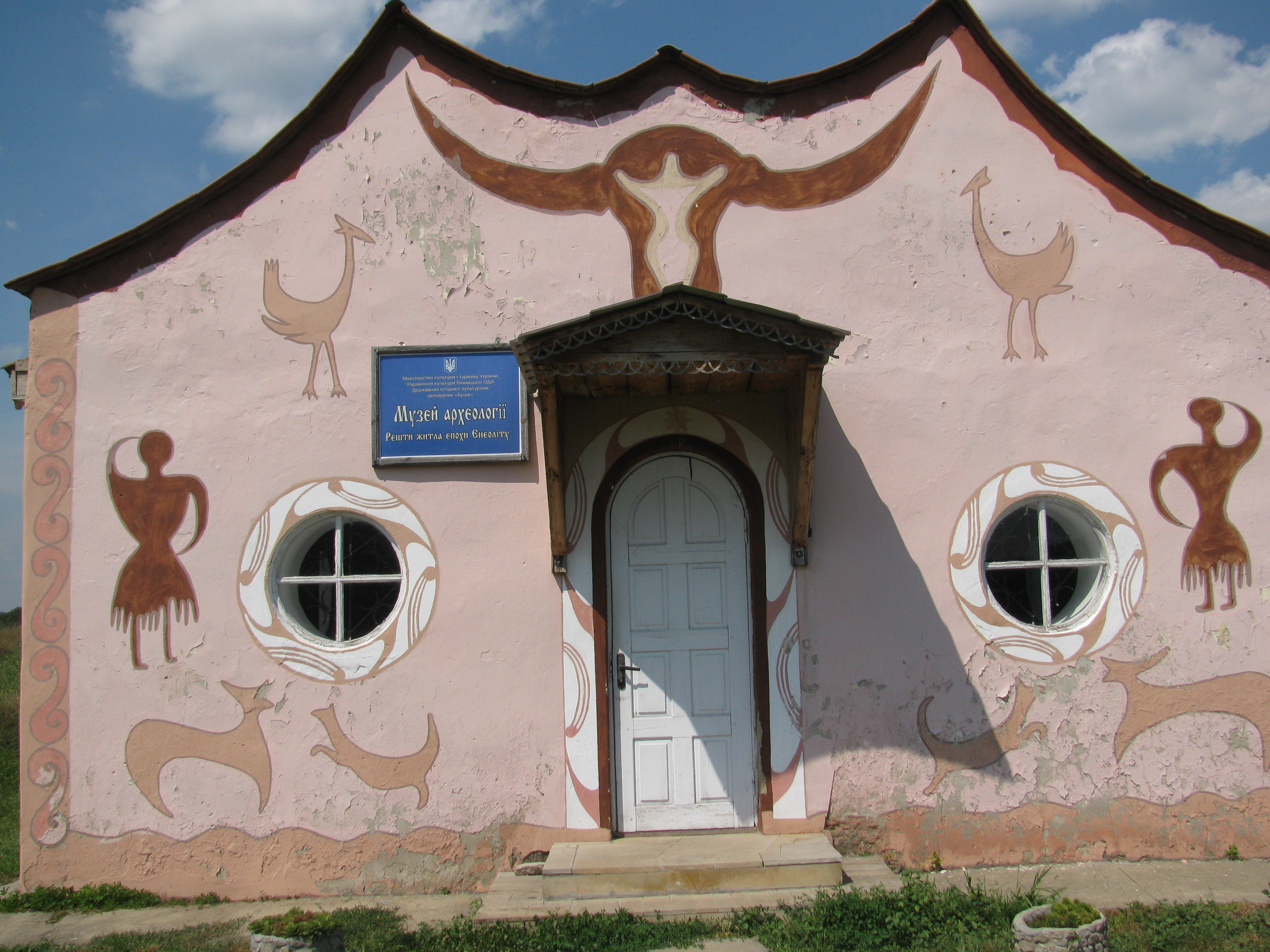
Музей Трипільської культури
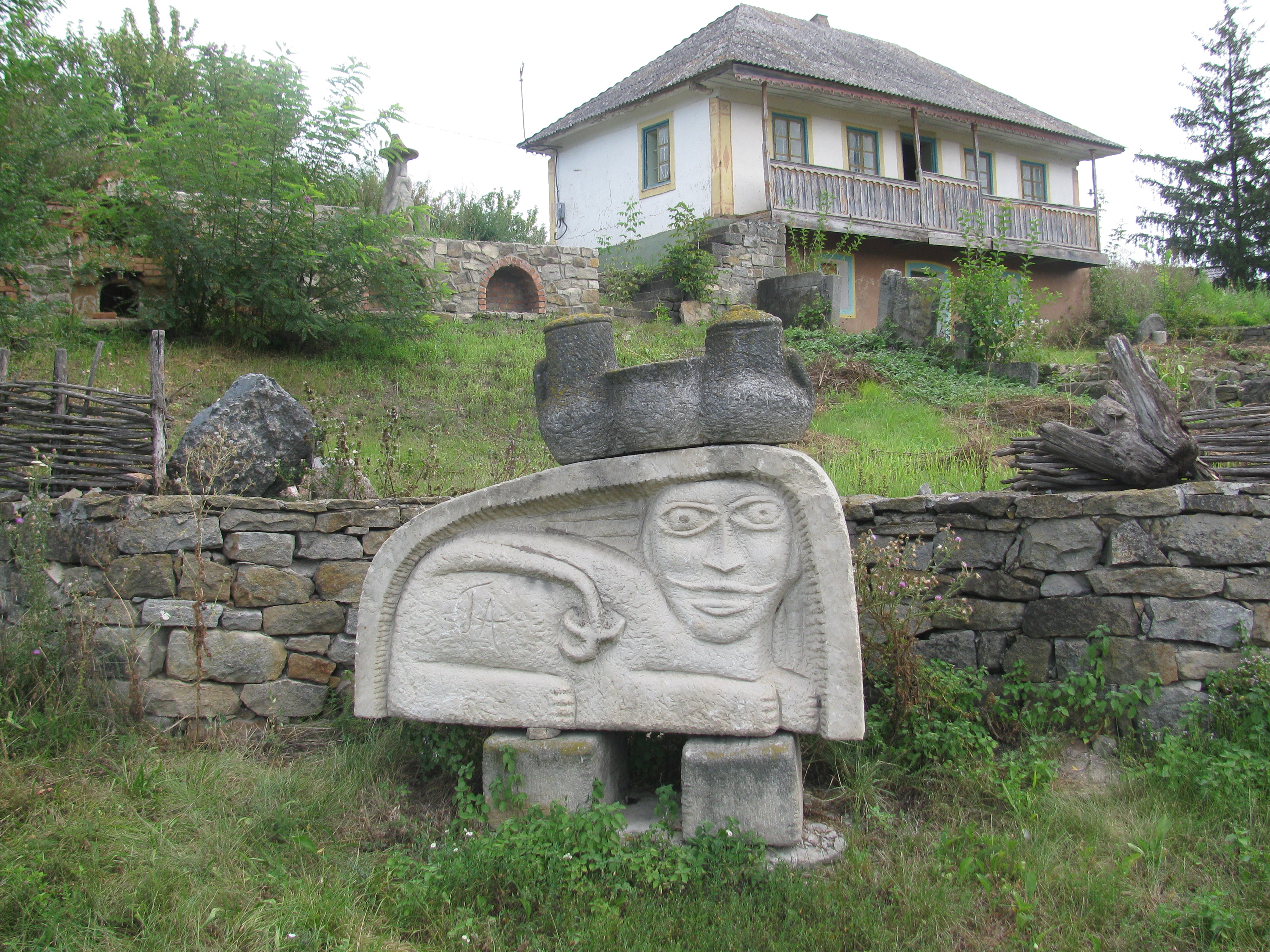
Центр села
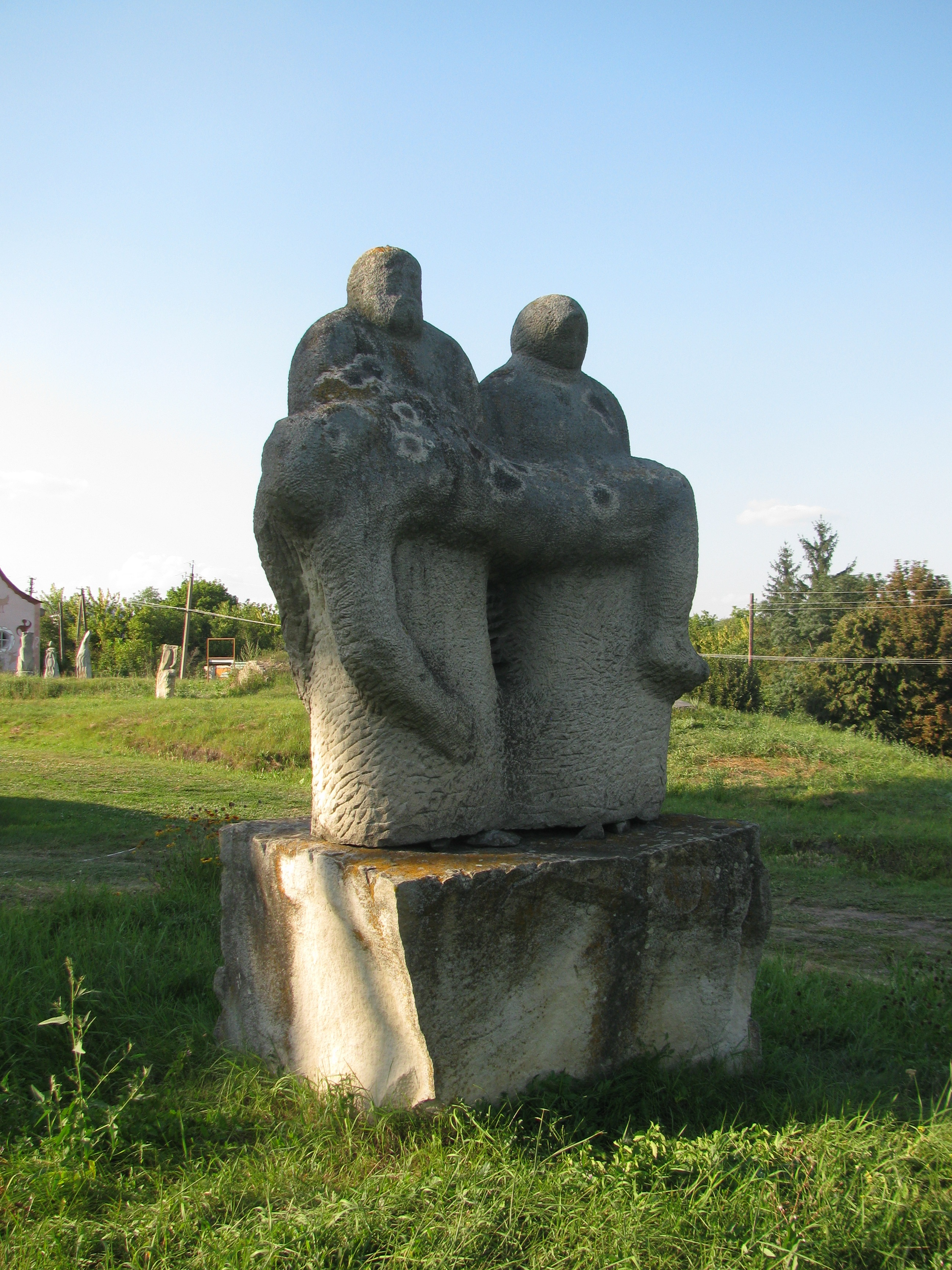
Скульптура в центрі села
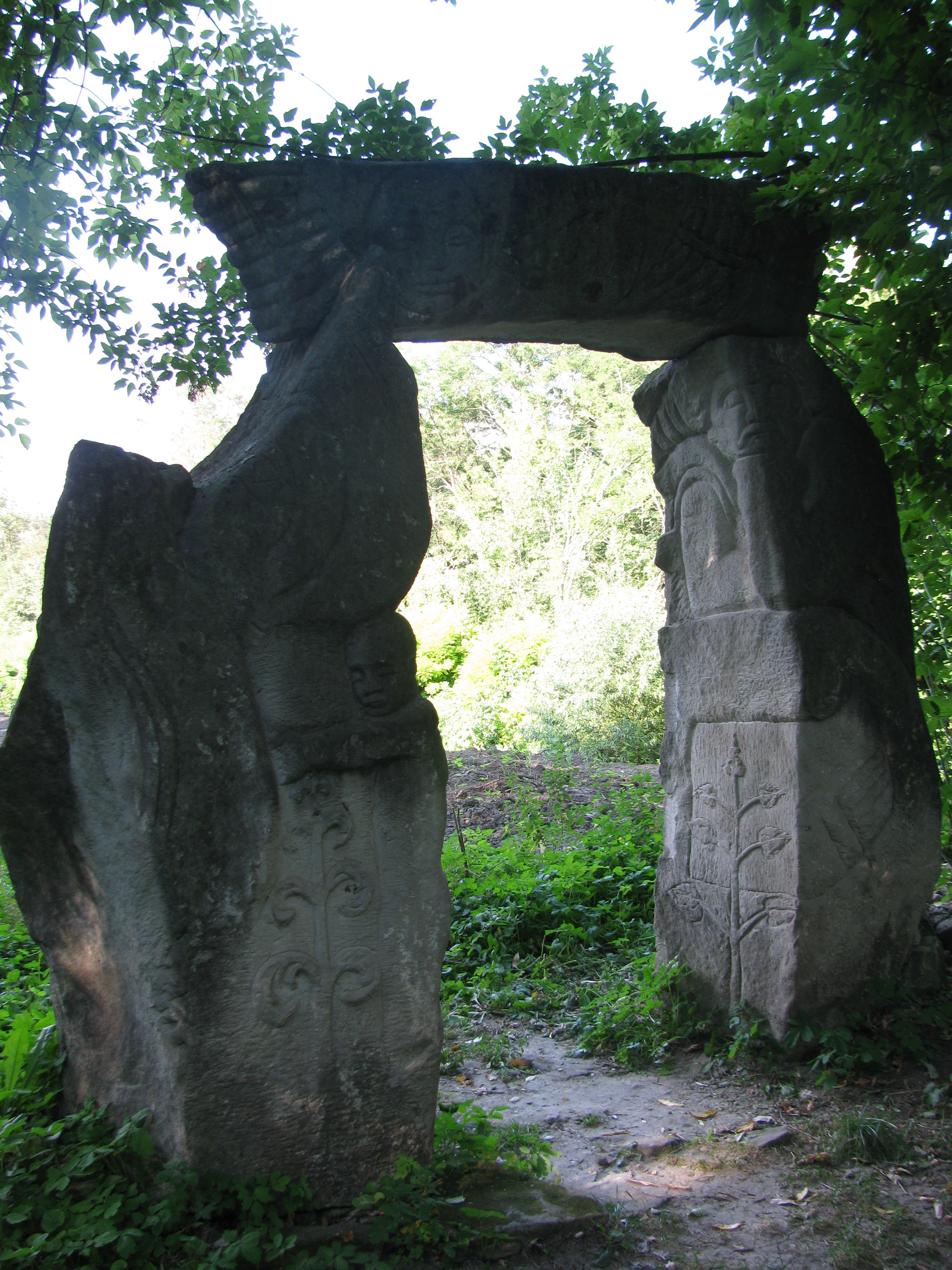
Скульптура в селі
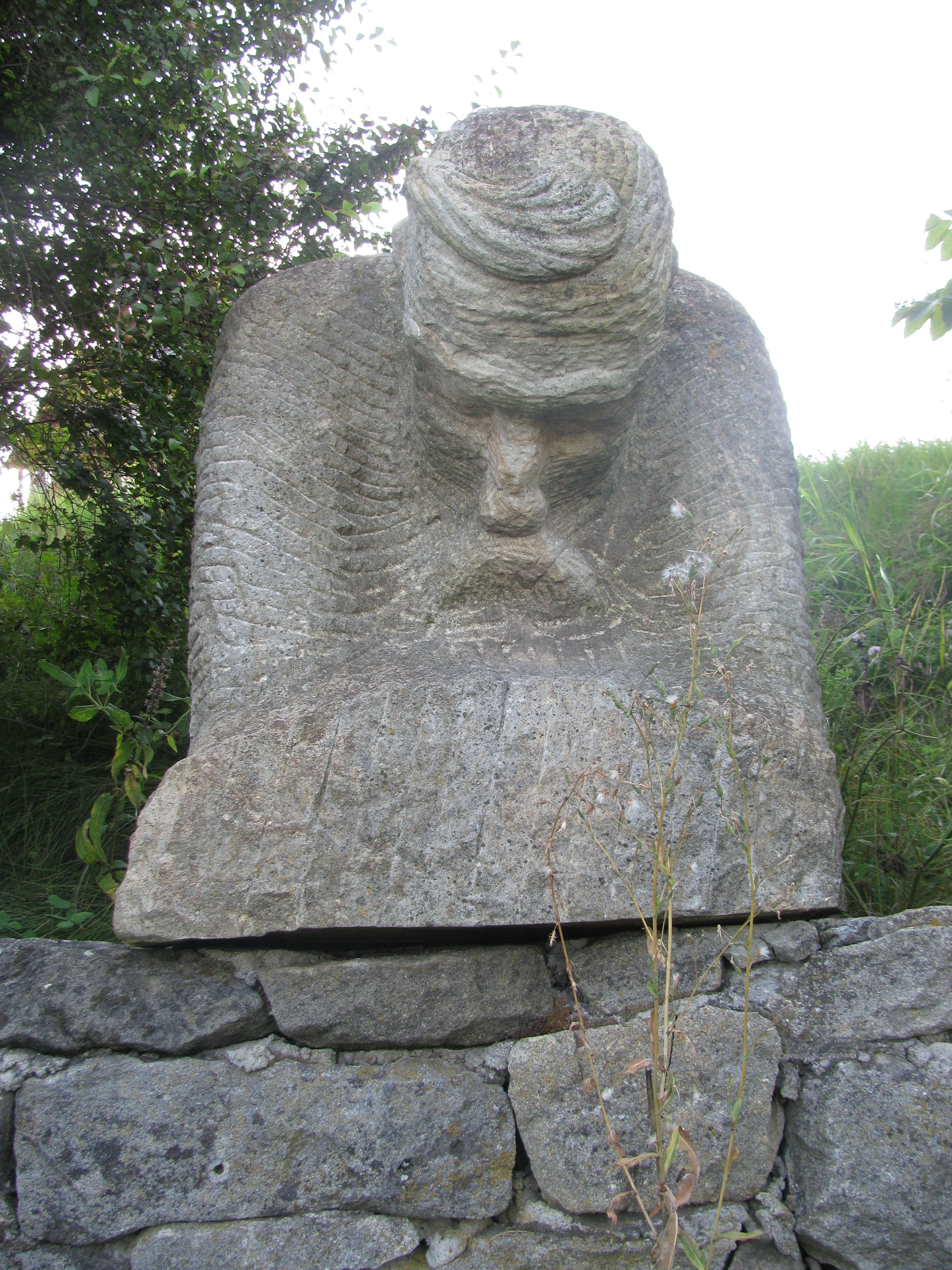
Скульптура в Буші
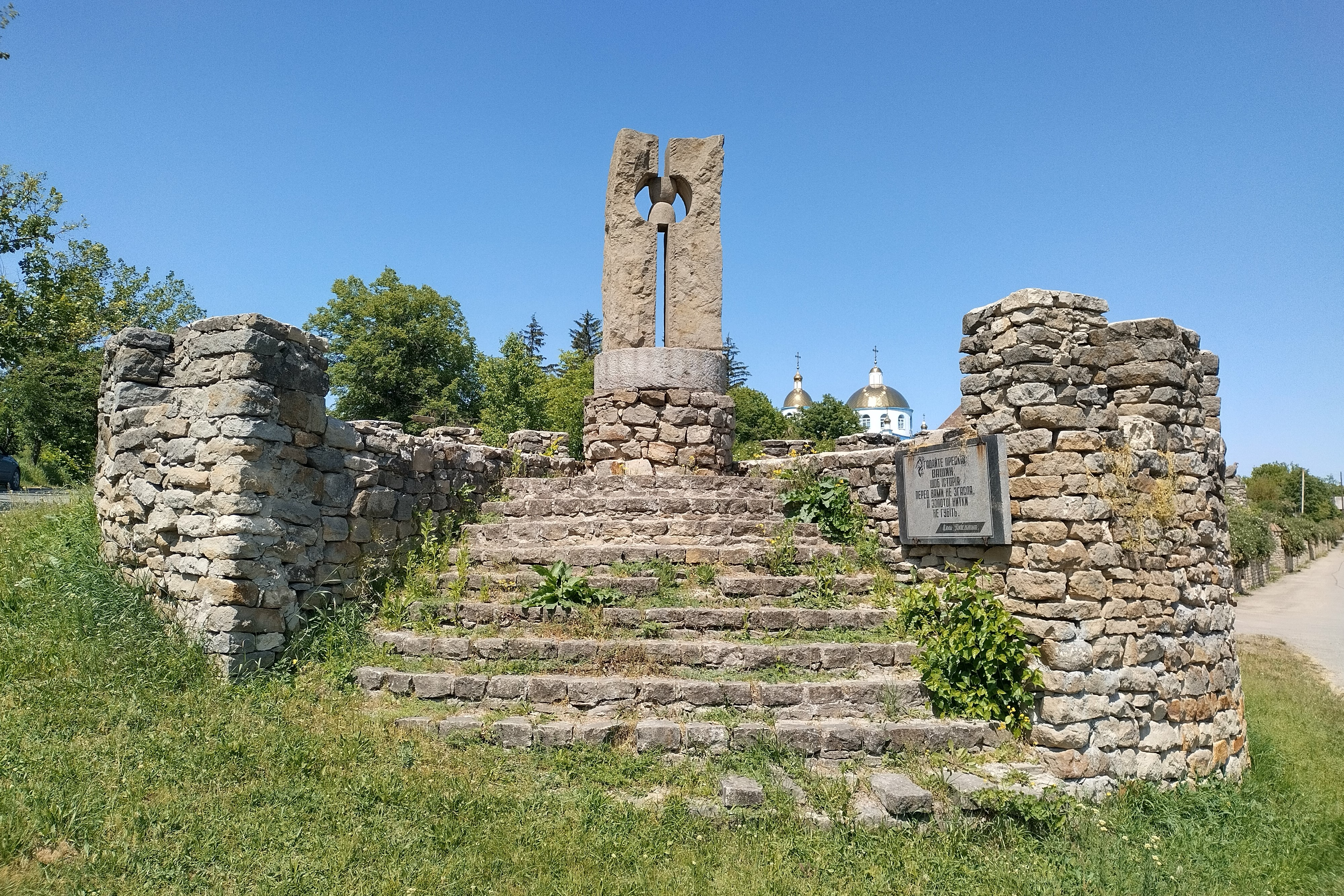
Пам'ятник біля Бушанського замку
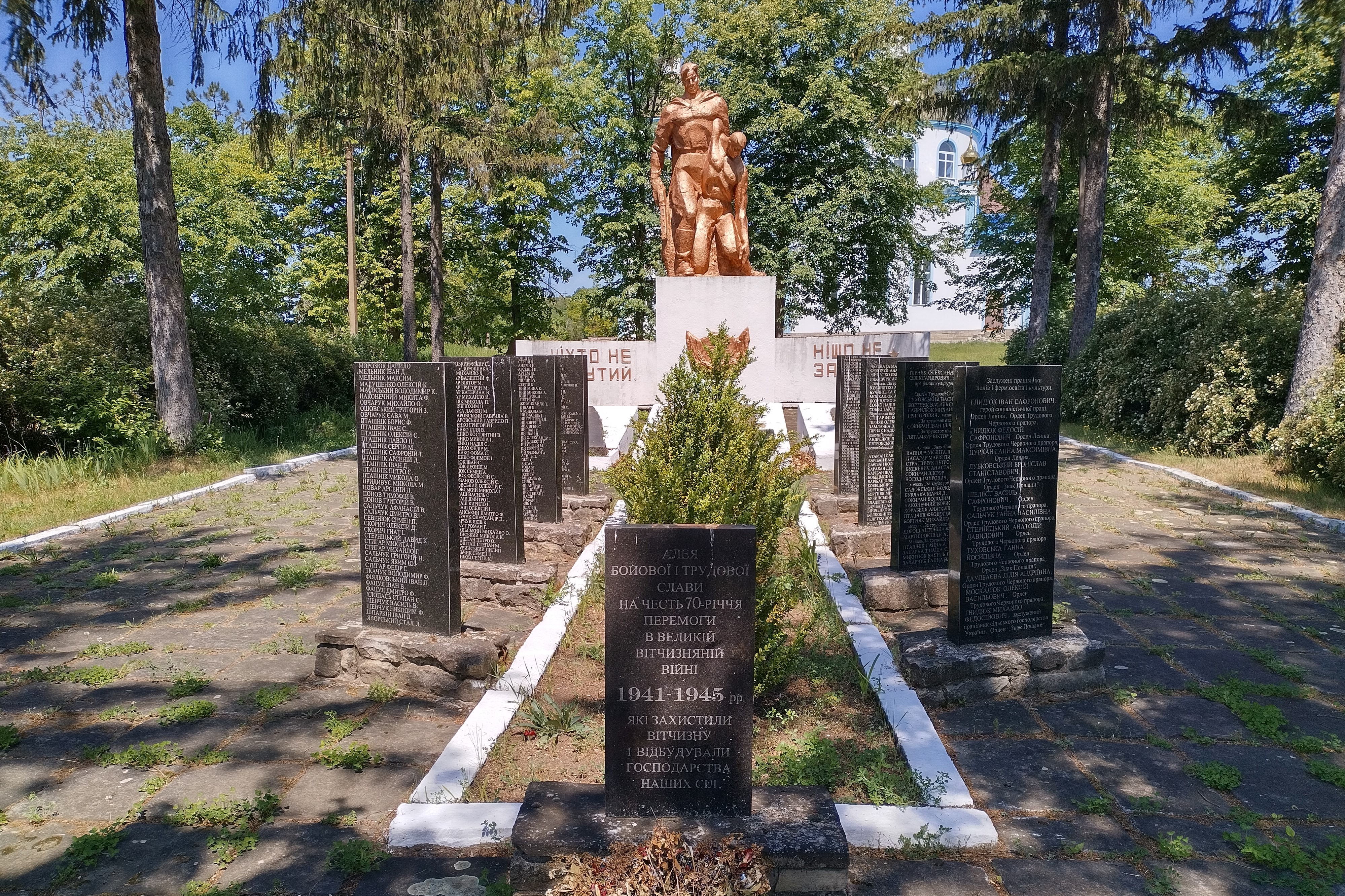
Військовий меморіал та алея бойової і трудової слави
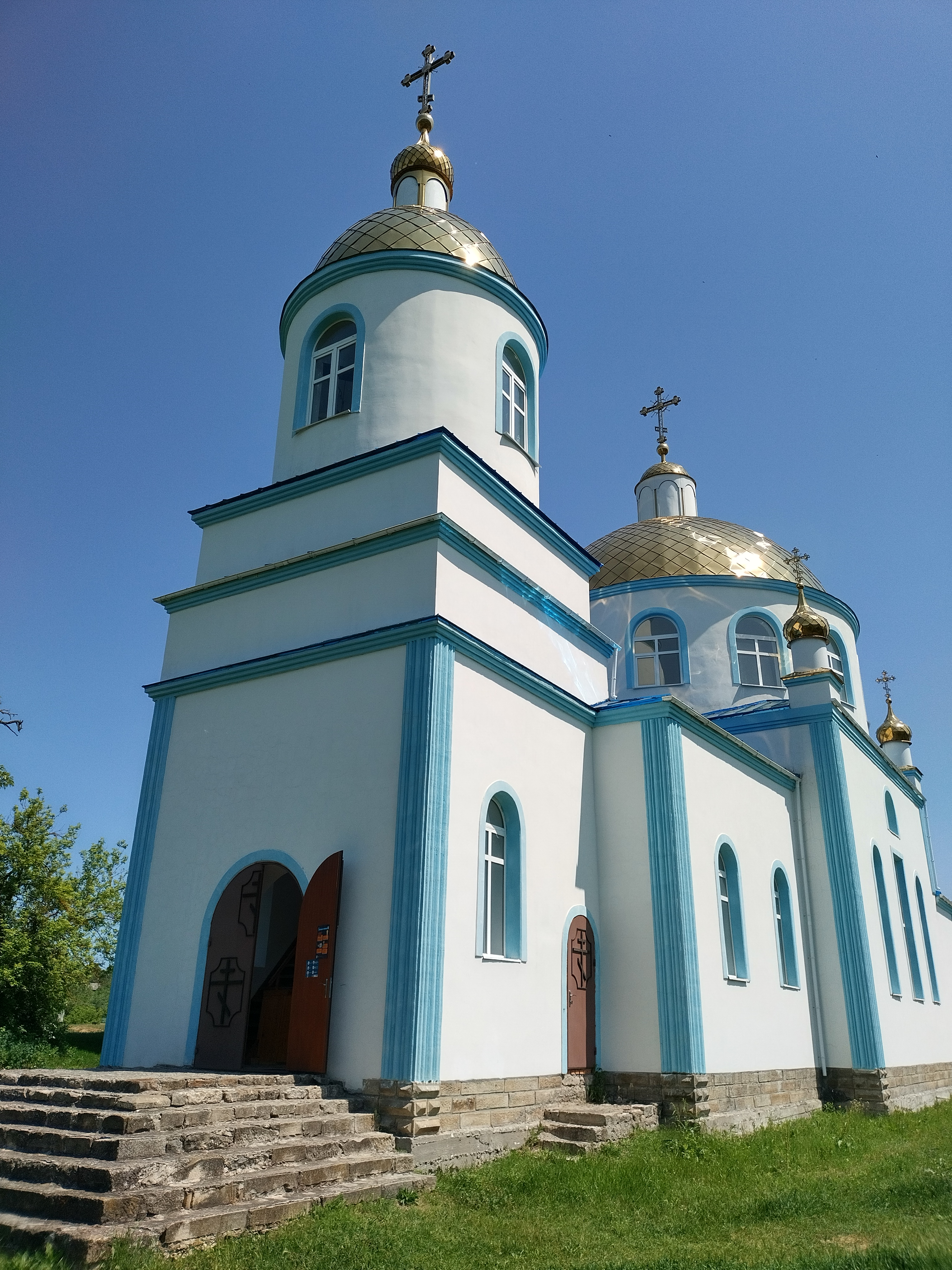
Церква Феодосія Чернігівського
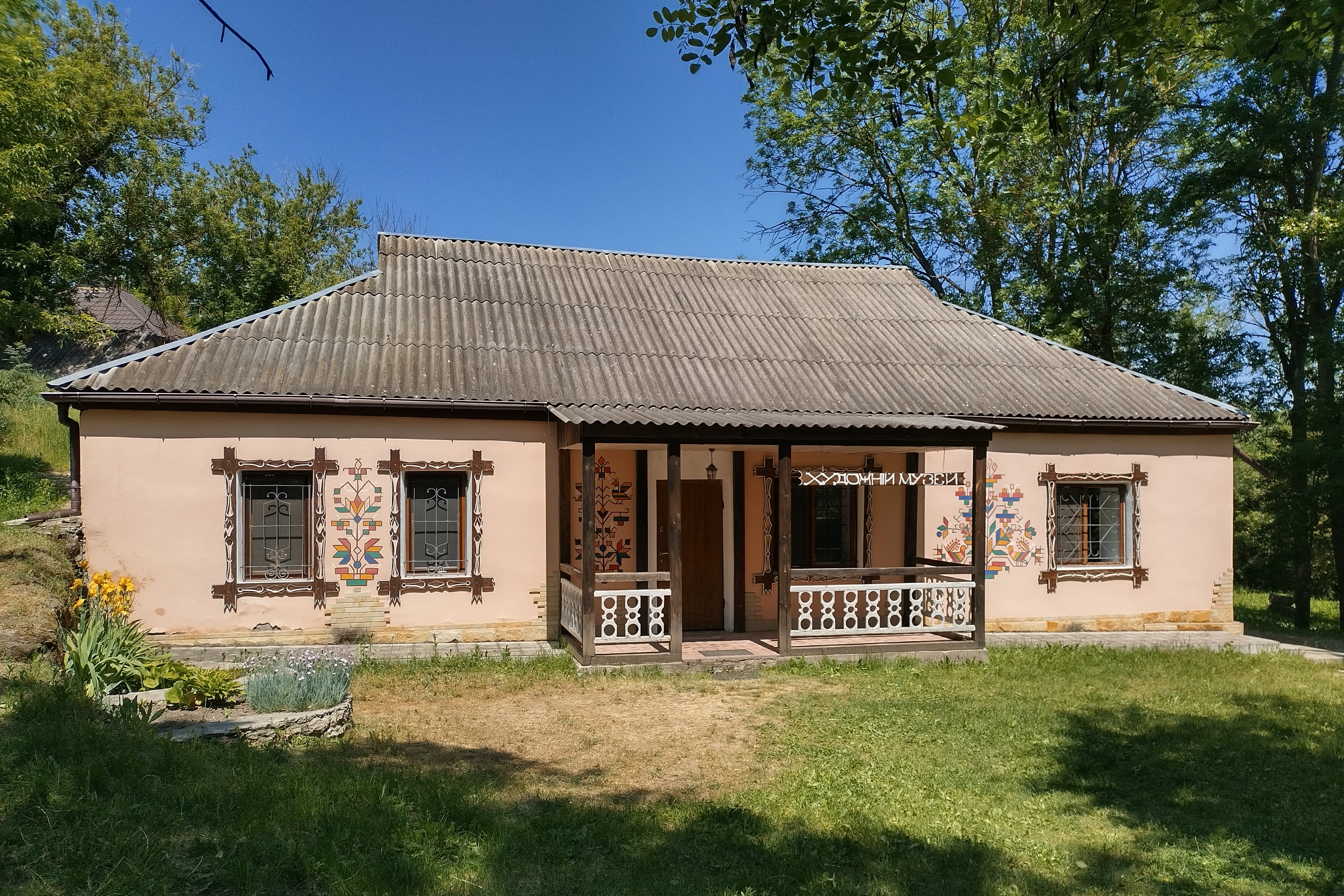
Художній музей